# Beaufort-Blavincourt
Beaufort-Blavincourt ist eine französische Gemeinde mit 404 Einwohnern (Stand 1. Januar 2022) im Département Pas-de-Calais in der Region Hauts-de-France. Sie gehört zum Arrondissement Arras und zum Kommunalverband Campagnes de l’Artois.

## Lage
Die Gemeinde Beaufort-Blavincourt liegt am Südostrand des Artois, 21 Kilometer westlich von Arras. Nachbargemeinden von Beaufort-Blavincourt sind Lignereuil im Norden, Manin im Nordosten, Avesnes-le-Comte im Osten, Grand-Rullecourt im Süden, Liencourt im Südwesten sowie Denier im Westen.

## Sehenswürdigkeiten
- Kirche Sainte-Trinité in Beaufort
- Kirche Saint-Pierre in Blavincourt
- Oppidum
- Wasserturm

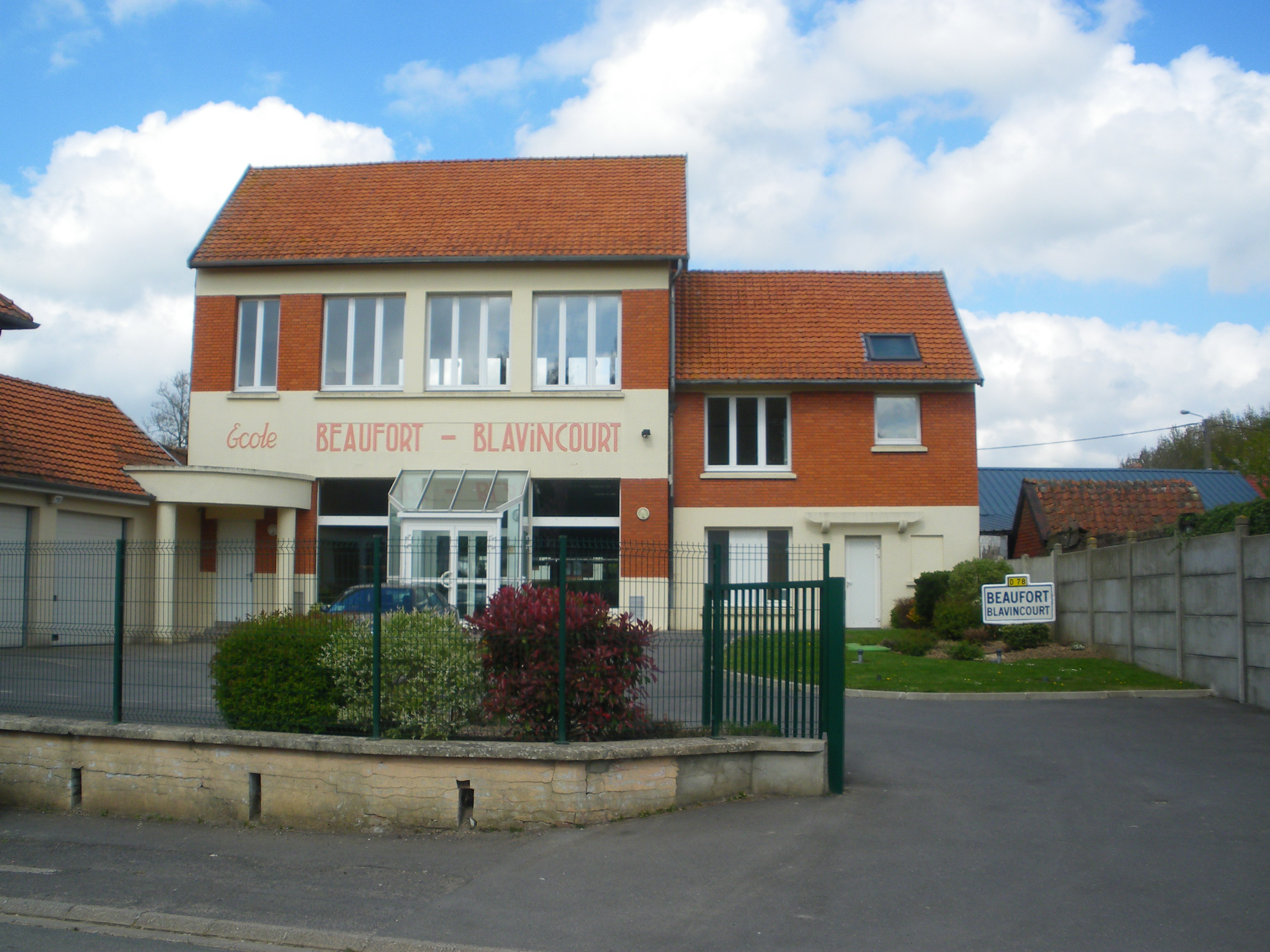
Schule
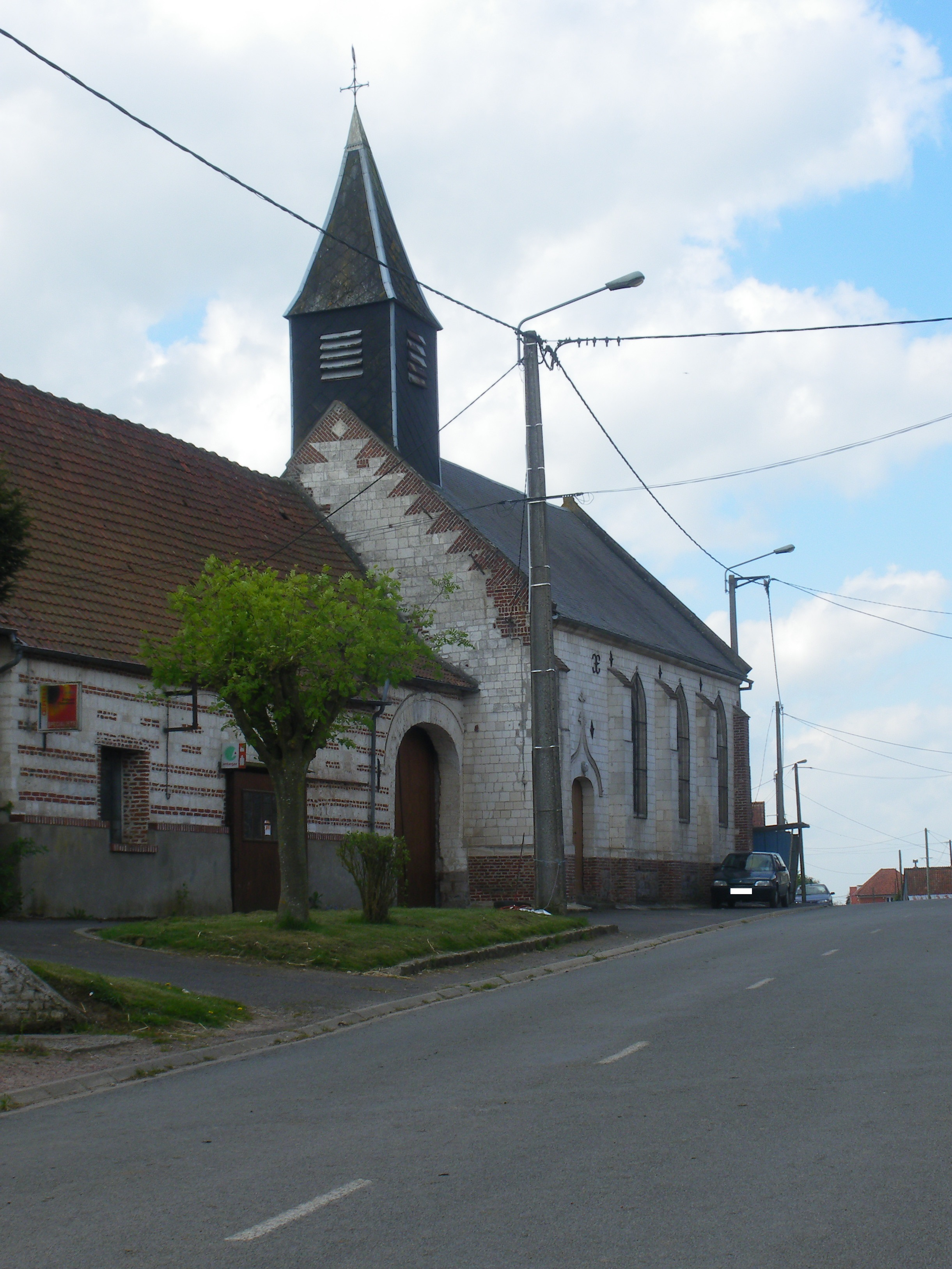
Kirche Sainte-Trinité